# They Always Run
They Always Run — компьютерная игра в жанре экшена и платформера, разработанная и изданная студией Alawar Premium на платформах Windows, PlayStation 4, Nintendo Switch и Xbox One.

## Игровой процесс
В распоряжении у игрока есть три руки, в каждой их которых может быть либо по мечу, либо по пистолету.
Боевая система довольно простая, имеются стандартные комбо удары мечами, парирование, позволяющее мгновенно убить некоторых врагов, увороты и стрельба из пистолетов.

## Сюжет
Игрок берёт под свой контроль персонажа по имени Эйден, который является трёхруким наёмником, который охотится на самых опасных и изворотливых головорезов Галактики. Игроку предстоит бороздить просторы космоса, заводить новых друзей и врагов, посещать планеты и постепенно распутывать клубок окружающих историй.

## Критика
| Сводный рейтинг    | Сводный рейтинг |
| Агрегатор          | Оценка          |
| ------------------ | --------------- |
| Metacritic         | 73/100          |
| Иноязычные издания |                 |
| Издание            | Оценка          |
| Eurogamer Italy    | 8/10            |

Игра получила «смешанные отзывы», согласно сайту Metacritic.